# ジェレミー・ボガ
ジェレミー・ボガ（Jérémie Boga、1997年1月3日 - ）は、フランス・マルセイユ出身のサッカー選手。コートジボワール代表。OGCニース所属。ポジションはフォワード。

## クラブ経歴
父の仕事の関係でロンドンに移住後、チェルシーFCの下部組織に入団。
2014–15シーズン最終節のサンダーランドAFC戦で初のベンチ入り。
2015年8月、スタッド・レンヌにレンタル移籍。
2016年7月、グラナダCFにレンタル移籍。
レンタル復帰後、2017-18シーズン開幕戦のバーンリーFC戦でスタメン入りしトップチームデビュー。
2017年8月、バーミンガム・シティFCにレンタル移籍が決まった。
2018年7月21日、USサッスオーロ・カルチョに完全移籍した。買戻オプション付きの移籍となる。
2022年1月24日、アタランタBCに買取義務付きのレンタル移籍が発表された。
2023年7月25日、OGCニースに完全移籍した。

## 代表歴
ボガ自身はフランスで生まれ育ったが、両親がコートジボワール出身のため、どちらかの代表を選ぶことが出来た。
年代別代表はフランスを選択したが、A代表はコートジボワールに変更することを表明している。2017年5月、アフリカネイションズカップ2019予選・ギニア戦のメンバーに選出された。同試合の77分にジャン・セリと交代しコートジボワール代表デビュー。試合には2-3で敗れた。

## タイトル
チェルシー
- FAユースカップ: 2013–14, 2014–15
- プレミアリーグ2: 2013–14
- UEFAユースリーグ: 2014–15